# Augustin Pyrame de Candolle
Augustin Pyrame de Candolle (Genebra, 4 de fevereiro de 1778 — Genebra, 9 de setembro de 1841) foi um botânico suíço.

## Biografia
Augustin Pyrame de Candolle nasceu em Genebra, a 4 de Fevereiro de 1778, no seio de uma família que descendia de calvinistas da Provença que se tinham expatriado devido às perseguições religiosas do século XVI.
Aspirando a uma carreira como médico, foi para Paris aos 18 anos de idade para estudar medicina. Durante os seus estudos frequentou as aulas da cadeira leccionada por René Desfontaines (1750-1831), do que resultou ter ganho o gosto pela botânica.
Ainda quando estudante, publicou em 1799 uma obra intitulada Histoire Plantarum Succulentarum (História das plantas suculentas) e em 1802 a obra Astragalogia. Pouco depois, publica o  Essai sur les propriétés médicales des plantes, e ajuda Jean-Baptiste de Lamarck (1744-1829) a refazer a Flore française (1803-1815). 
Em 1804, obtém o seu título de doutor em medicina pela Faculté de Paris, com uma tese que versa as propriedades medicinais das plantas.
Recebeu em 1806 o encargo de percorrer todo o império francês para fazer o reconhecimento do estado da agricultura, publicando após a visita três excelentes relatórios sobre o tema. Essas obras apareceram incluídas nas Mémoires de la Société d'agriculture 1807-1813).
Após o falecimento de Pierre Marie Auguste Broussonet (1761-1807), obteve a cadeira de Botânica da Faculté de Médecine de Montpellier. Em 1813, publica a sua obra intitulada  Théorie élémentaire de la botanique, hoje considerada como a sua obra-prima. Nela ele estabelece as relações existentes entre as diversas partes das plantas, estabelecendo a função de cada uma delas.
Em 1815 foi alvo de perseguição política por ter aceitado o cargo de reitor da Académie de Montpellier durante os Cem Dias, sendo obrigado a exilar-se após a Restauração francesa. Escolhe refugiar-se em Genebra, onde se fixa em 1816. As autoridades da sua cidade natal criam para ele uma cadeira de História Natural, anexa ao jardim botânico então em desenvolvimento no parque Les Bastions. Foi eleito membro Conseil Souverain da cidade. Karl Wilhelm von Nägeli (1817-1891) foi um dos seus estudantes em Genebra.
A partir de 1818  iniciou um trabalho titânico visando publicar a descrição de todas as plantas conhecidas, reunindo a informação dispersa numa única obra, que ele intitulou Regni vegetabilis systema naturale, 1818-1821). Sendo um empreendimento demasiado ambicioso, e ainda hoje não conseguido, foi obrigado a desistir. Contudo, retomou o objectivo, embora de forma mais modesta, com a publicação do Prodromus regni vegetabilis, obra em que incessantemente trabalhou durante o resto da sua vida.
A publicação do Prodromus regni vegetabilis foi continuada após o seu falecimento pelo seu filho Alphonse Louis Pierre Pyrame de Candolle (1806-1893) (14 vol. in-8, 1824-1862). Esta obra imensa descreve mais de 90 000 espécies de plantas. 
Deve-lhe ainda as obras Vorganbgraphie (2 volumes in-8, 1827) e Physiologie végétale (3 volumes in-8, 1832), as quais, com a Théorie élémentaire, formam um corpo científico completo sobre os conhecimentos de botânica da época.
Augustin Pyrame de Candolle é ainda autor de um vasto conjunto de memórias e de artigos isolados, entre os quais alguns contendo matérias seminais para as modernas fisiologia e sistemática vegetais, nomeadamente o Expériences relatives à l'influence de la lumière sur les végétaux e a Géographie botanique. 
Depois de Carl von Linné (1707-1778), foi Augustin Pyrame de Candolle o naturalista que abarcou uma área mais vasta do conhecimento na área da Botânica e da Sistemática com igual verve, sagrando-se um verdadeiro génio. Procurando descobrir os processos bioquímicos básicos das plantas, ele estudou os órgãos das plantas em todas as suas transformações, procurando explicar a sua variabilidade e aparentes anomalias. Em resultado do seu labor, fez triunfar definitivamente o método natural, trazendo para o estudo da botânica os princípios de uma verdadeira ciência experimental.
Outra área de excelência desenvolvida por Augustin Pyrame de Candolle foi a sistemática: esforçou-se por classificar e ordenar todas as espécies conhecidas, conseguindo, até ao fim da sua carreira, descrever mais de 80 000 espécies.
Foi associado estrangeiro do Institut de France e quando faleceu em Genebra, a 9 de Setembro de 1841, coube a Marie Jean Pierre Flourens (1794-1867) pronunciar o seu eulogio perante a Académie des Sciences (1842). 
Deixou uma obra de carácter autobiográfico intitulada Mémoires. Foi laureado com a  Medalha Real em 1833 em reconhecimento dos seus trabalhos sobre fisiologia vegetal.